# Plavske, Henicesk
Plavske (în ucraineană Плавське) este localitatea de reședință a comunei Plavske din raionul Henicesk, regiunea Herson, Ucraina.

## Demografie
Componența lingvistică a localității Plavske
     Ucraineană (87,9%)
     Rusă (10,66%)
     Alte limbi (0,36%)
Conform recensământului din 2001, majoritatea populației localității Plavske era vorbitoare de ucraineană (87,9%), existând în minoritate și vorbitori de rusă (10,66%).